# São Roque de Minas
São Roque de Minas là một đô thị thuộc bang Minas Gerais, Brasil. Đô thị này có diện tích 2100,702 km², dân số năm 2007 là 6141 người, mật độ 3 người/km².